# 아우구스트 폰 바서만

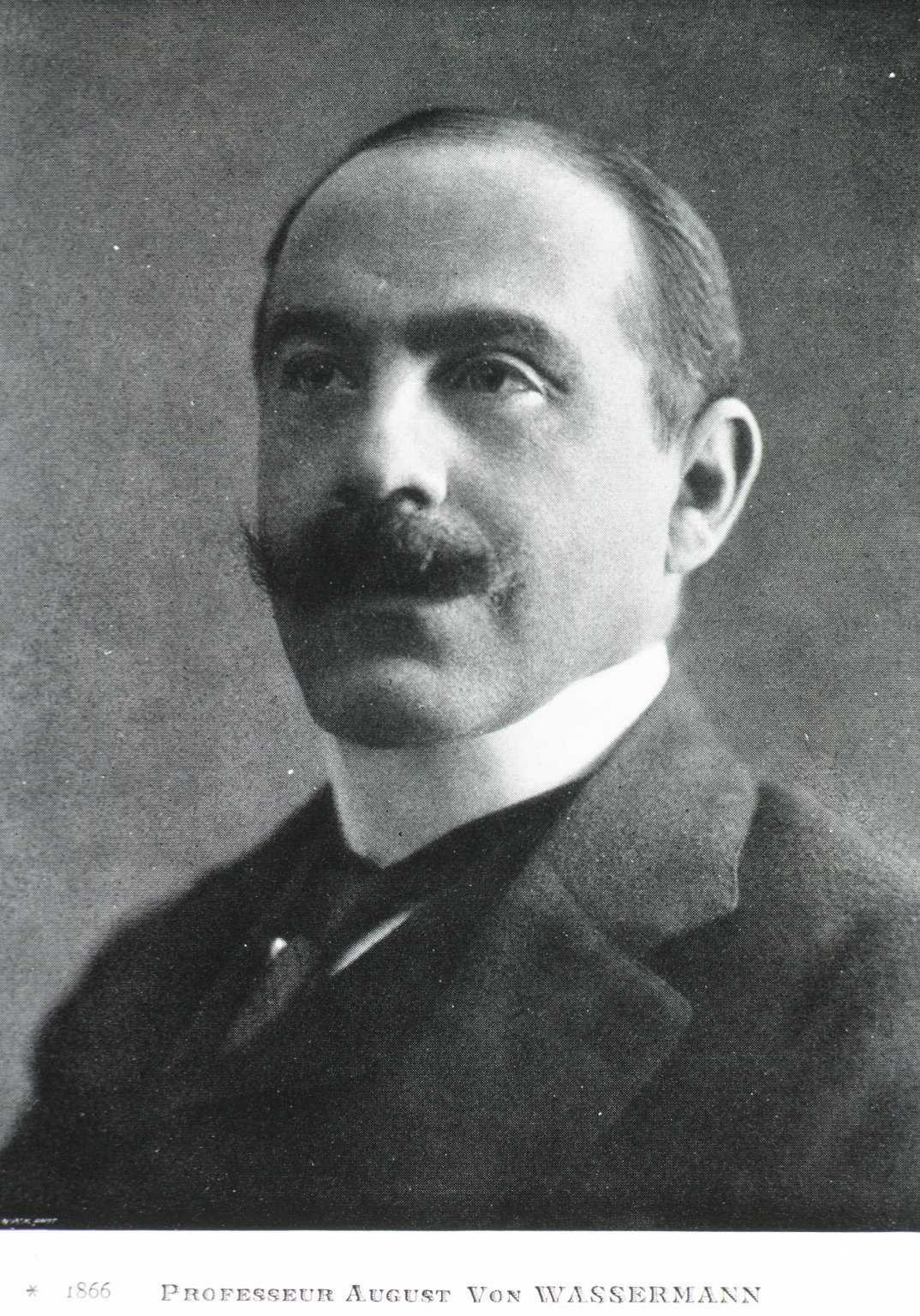
아우구스트 폰 바서만

아우구스트 폰 바서만(August Paul von Wassermann, 1866년 2월 21일 ~ 1925년 3월 16일)은 독일의 세균학자다.
밤베르크에서 출생하여, 대학을 졸업한 뒤 코흐 연구소의 조수로 있으면서 전염병을 연구하였다. 1913년 신설 베를린 왕립 실험 치료 연구소 소장이 되어 디프테리아 독소, 콜레라 백신 등의 연구에 전력하였다. 매독 진단에 획기적인 발전을 가져오게 한 '바서만 반응'을 발견하였다.